# New Braunfels
New Braunfels is een plaats (city) in de Amerikaanse staat Texas, en valt bestuurlijk gezien onder Comal County en Guadalupe County.

## Demografie
Bij de volkstelling in 2000 werd het aantal inwoners vastgesteld op 36.494.
In 2006 is het aantal inwoners door het United States Census Bureau geschat op 49.969, een stijging van 13475 (36.9%).

## Geografie
Volgens het United States Census Bureau beslaat de plaats een oppervlakte van
76,2 km², waarvan 75,8 km² land en 0,4 km² water.

## Plaatsen in de nabije omgeving
De onderstaande figuur toont nabijgelegen plaatsen in een straal van 16 km rond New Braunfels.

## Stedenbanden
- Rodos (Griekenland)